# Steinschneider (Familien)
Der Familienname Steinschneider findet sich seit dem 19. Jahrhundert jüdischen Familien in Österreich, Deutschland und Mähren. Einer der bekanntesten Namensträger war der österreichische Bibliograf und Orientalist Moritz Steinschneider. Da die Schreibweise seines Vornamens nicht einheitlich gehandhabt wird, wird er auch häufig verwechselt mit dem Mediziner Moriz Steinschneider (1824–1894), dessen Enkel Hermann Steinschneider als Erik Jan Hanussen bekannt wurde. Die Herkunft vieler Steinscheiders ist mit dem Ort Prossnitz verbunden.

## Der Name Steinschneider
Steinschneider als Familienname leitet sich von unterschiedlichen Berufen ab:
- handwerklich: Berufe, die im weitesten Sinne mit der Steinbe- und -verarbeitung zu tun haben wie zum Beispiel Steinhauer, Steinbicker, Steinmetz, Steinbrecher;
- kunsthandwerklich und künstlerisch: Berufe, die mit der Herstellung von Wappen, Figuren und dergleichen in Edel- und Halbedelsteine zu tun haben (siehe: Glyptik);
- medizinisch: Christian Hampel sieht in den Steinschneidern die Vorläufer der Urologen, die im Mittelalter nicht grundlos zum fahrenden Volk gehört hätten, „starb doch die eine Hälfte ihrer Kundschaft unmittelbar am Blutverlust und ein Großteil der anderen Hälfte etwas verzögert an der allfälligen Wundinfektion“.[2]

Zum jüdischen Bedeutungshintergrund dieses Namens heißt es in einer Erläuterung des Museum of the Jewish People

„Als aschkenasischer Familienname kann Steinschneider zu der Gruppe von Namen gehören, die auf dem deutschen Wort Stein basieren. Stein ist auch ein künstlicher Name, der häufig in jüdischen Familiennamen als Präfix (Steinberg) oder Suffix (Loewenstein) vorkommt. Orte mit dem Namen Stein befinden sich in der Nähe von Nürnberg, Bayern (Deutschland); Krems, Niederösterreich (Österreich); und Schaffhausen (Schweiz). Kamnik in Slowenien, Jugoslawien, heißt auf Deutsch Stein, und der Name einer Reihe von Orten in Polen, die Kamien heißen, wurde von Juden in das jiddische Shteyn übersetzt. Andere verwandte Familiennamen sind Steinherz, Steinfeld, Steingraber, Steinhaeusser, Steinbach. Der Name und seine Varianten sind in jüdischen Familien aus Deutschland, Österreich, Ungarn, Böhmen, Polen, der Schweiz, Frankreich, England und den USA verbreitet. Seit dem 18. Jahrhundert als jüdischer Familienname belegt, ist Stein auch ein weit verbreiteter nicht-jüdischer Name.“

Nach derselben Quelle lebten seit dem 19. Jahrhundert jüdische Familien mit dem Nachnamen Steinschneider in Österreich, Deutschland und Mähren. Moritz Steinschneider sei einer der herausragenden Träger dieses Namens gewesen.
Wie es im Einzelfall zu einer Verbindung zwischen einer der oben erwähnten beruflichen Tätigkeiten und dem Namen einer konkreten Person kam, dürfte selten eindeutig zu klären sein. Richard Spence weist in einem Artikel über Hanussen darauf hin, dass in Prossnitz die Rabbiner Daniel Prossnitz der Jüngere und sein Sohn Aaron Daniel Prossnitz den Nachnamen Steinschneider angenommen hätten. Mel Gordon habe in dem Zusammenhang spekuliert, dass dies von Aaron Daniels Praxis abgeleitet gewesen sein könnte, kabbalistische Papieramulette aus geschnitzten Steinblöcken herzustellen. Diese These ist insoweit fraglich, als sie nicht erklärt, weshalb der Name vom Sohn rückwärts auf den Vater übertragen worden sein sollte, und in einigen genealogischen Darstellungen trägt auch bereits der Großvater von Aaron Daniel den Namen Steinschneider. In der Jewish Encyclopedia wie auch in der Jewish Virtual Library wird im Zusammenhang mit dem Rabbiner Daniel der Name Steinschneider jeweils als zweiter Nachname nach Prossnitz aufgeführt.
Eine direkte Verbindung zwischen Beruf und Namen gab es dagegen bei dem von Constantin von Wurzbach vorgestellten Jacob Steinschneider (geboren 1782 in Tarnów, gestorben 1838 in Wien), einem aus einer jüdischen Familie stammenden Graveur, der als Stempel- und Gemmenschneider zu Ansehen gelangte, ein Beruf, den auch schon sein Vater ausgeübt hatte. Auch ein Sohn von Jacob Steinschneider, Johann Steinschneider (geboren 1824 in Wien), erlernte die Kunst, Steine zu gravieren. In einem weiteren Artikel erwähnte von Wurzbach Jacob Steinschneiders Stiefbruder Heinrich Joachim Steinschneider (geboren 1814 in Tarnow), der aber 1838 wegen eines Augenleidens das Gravierhandwerk aufgeben musste und über Paris nach London übersiedelte.

## Steinschneider-Familien
Auf der Webseite Welcome to Steinschneider.com, deren Macher ausdrücklich betonen, dass ihre Stammbäume die Nachkommen verschiedener derzeit nicht verbundener Steinschneider-Linien wiedergeben, findet sich folgende Gliederungsübersicht:
- Steinschneider-Familien aus Tschechien/Österreich – Prossnitz (Prostejov)/Wien
  - Nachkommen des Rabbiners Gabriel Steinschneider
  - Nachkommen von Daniel Steinschneider
  - Nachkommen von Jakob Steinschneider (ungarische Abstammung)
    - Lilly Steinschneider (1891–1975)

  - Nachkommen Karl Steinschneiders
  - Nachkommen von Hermann Steinschneider
    - Paul-Émile Victor (1907–1995)

  - Nachkommen des Isaias Steinschneider
  - Nachkommen von Moriz Steinschneider
    - Erik Jan Hanussen

  - Nachkommen von Selig Steinschneider (Wiener Linie)
  - Nachkommen von Selig Steinschneider (Prostejov/Prossnitz-Linie)
  - Nachkommen eines derzeit unbekannten Steinschneiders
  - Nachkommen von Solomon Steinschneider (englische Abstammung )
- Steinschneider-Familien aus Polen
  - Nachkommen von David Steinschneider
  - Nachkommen von Sam Steinsneider
  - Nachkommen aus Ostrowiec und Grabowiec
  - Nachkommen von Wolf Steinschneider
- Russland
  - Nachkommen von Israel Steinschneider

Aus einigen der oben aufgeführten Prossnitz-Linien wurde ein „hypothetischer Stambaum“ erstellt, der die Nachkommen von Rabbi Gabriel Steinschneider, Daniel Steinschneider, Hermann Steinschneider und Selig Steinschneider in den Stammbaum der Descendants of Wolf Steinschneider (Prostejov, Czech Republic Lineage) zusammenführt. In diesem Stammbaum, der weitgehend identisch ist mit dem Family Tree of Rabbi Gabriel Steinschneider auf der Webseite des Museum of the Jewish People, finden sich die meisten bekannten Träger des Namens Steinschneider.

### Stammbaum einiger Prossnitz-Linien der Familie Steinschneider
Als Stammvater dieser Linie gilt ein um 1700 geborener Wolf Steinschneider, der nach dem Jüdischen Museum Hohenems noch vor 1758 gestorben sei und einen Sohn gehabt hätte: Daniel. Während für den dort nähere Einzelheiten fehlen, erwähnt die Steinschneider-Webseite für Daniel ein Geburtsjahr um 1735. Dort werden noch zwei weitere Nachfahren von Wolf Steinschneider aufgeführt: Rabbi Gabriel Steinschneider (about 1725 - ) und Benjamin Steinschneider (about 1730 - ).

#### Die Nachkommen von Daniel Steinschneider
Bei Daniel und dessen Sohn, dem Rabbi Aaron Steinschneider (1769–1809), handelte es sich vermutlich um die beiden oben schon im Zusammenhang mit Mel Gordon erwähnten Steinschneiders. Arons Enkelin Rosalie Steinschneider (1812–1882) heiratete einen Edward Goldschmidt (1814–1884), wodurch in der Folge der Name Steinschneider aus der Familienhistorie dieses Zweiges der Steinschneider-Familie verschwand – allerdings nur in dem hier erwähnten Stammbaum für die Wolf-Linie, denn Rosalie Steinschneider hatte noch 9 Geschwister, darunter 6 Brüder.

#### Die Nachkommen von Rabbi Gabriel Steinschneider
Mit Rabbi Gabriel Steinschneider (1720–1783) und dessen Frau Katel (1720–1789) beginnt auf der Webseite des Museum of the Jewish People der Steinschneider-Stammbaum. Dort sind zwei Nachkommen der beiden aufgeführt: Jakob Steinschneider (1747–1829) und Isak Jitzak Steinschneider (um 1750–1798) Während Jakobs Linie in dem auf Wolf Steinschneider aufbauenden Stammbaum nicht vorkommt, scheint sie in dem ANU-Stammbaum nach der nachfolgenden Generation – vier Frauen, drei Männer – ausgestorben zu sein.
Der Isak Steinschneider und seine Frau Rachel hatten nach dem ANU-Stammbaum neun Kinder – drei Mädchen und sechs Jungen. Im Stammbaum der Wolf-Linie werden davon erwähnt:
- Markus Steinschneider (1776–)
- Wilhelm Steinschneider (1779–)
- Rabbi Jacob Steinschneider (1782–1856) mit Hani Zadek-Weizenkorn (1792–1859)
- Daniel Steinschneider (1785–)
- Gerson (Wolf-Linie)/Georg (ANU-Stammbaum) Steinschneider (1787–1850) und seine Frau Amalie Malke Hamburger
- Juda Steinschneider (1790–)
- Gutel Steinschneider (1792–)
- Chomja Steinschneider (1794–)

Während der Anu-Stammbaum nur noch die Nachfolgenerationen von Rabbi Jacob Steinschneider aufführt, sind im Stammbaum der Wolf-Linie auch die zahlreichen Nachkommen von Gerson Steinschneider vertreten.

##### Die Nachfahren von Gerson (Georg) Steinschneider
Georg und seine Frau Amalie hatten zwölf Nachkommen; jedoch nur für zwei von ihnen wurden weitere Nachkommen ermittelt. In allen drei Fällen verschwand der Name Steinschneider relativ schnell.

###### Die Steinschneider-Husserl-Linie
Georg und Amalie Steinschneiders Sohn Sigmund (1822–) war der Vater von Malvina Charlotte Steinschneider (1870–1960), die seit 1887 mit dem ebenfalls aus Prossnitz stammenden
- Edmund Husserl

verheiratet war. Die Kinder des Paares waren:
- - Elisabeth Franziska Carola Husserl (1892–). Ihrer Ehe mit Jakub Rosenberg entstammt der Sohn Wolfgang Husserl Rosenberg (1927–2016), über den die Linie in den USA fortbesteht.[12]
  - Gerhart Adolf Husserl (1893–1973)
  - Wolfgang Husserl (1895–1916). Er fiel im Ersten Weltkrieg.

###### Die Steinschneider-Schnabel-Linie
Georg und Amalie Steinschneiders Töchter Fani (1839–) und Hanna (1826-) waren laut dem Stammbaum der Wolf-Linie beide mit einem Adolf Schnabel verheiratet. Nachkommen sind aber nur aus der Ehe von Hanni und Adolf Schnabel überliefert. Ihr Enkel war der Pianist und Komponist
- Artur Schnabel (1882–1951), der wiederum mit der Altistin Therese Behr-Schnabel (1876–1959) verheiratet war.
Schnabels Mutter, Ernestine Schnabel, der es im Gegensatz zu Artur Schnabel und seiner Frau nicht möglich war, in die USA zu emigrieren, „wurde im August 1942 mit dem Transport 37 von Wien aus in das Ghetto Theresienstadt deportiert und starb dort am 4. Okt. 1942 an den furchtbaren Haftbedingungen. Nach Österreich und Deutschland kehrte Artur Schnabel bis zu seinem Tod nicht mehr zurück.“[13]
  - Karl Ulrich Schnabel (* 6. August 1909 in Berlin; † 27. August 2001 in Danbury (Connecticut)), der Sohn von Artur und Theres Schnabel, wurde ebenfalls Pianist und Klavierlehrer[14] und verheiratet mit der Pianistin Helen Fogel (1911–74).[15]
    - Die Tochter der beiden ist die Fotografin Ann Schnabel Mottier (1941–).[16] Zusammen mit ihrem Mann François Mottier und ihrem 2002 tödlich verunglückten Sohn Claude Mottier (1972–2002)[17] leitet sie seit 1997 das musikalische Erbe der Musiker der Familie Schnabel.[18] Ann Schnabel Mottier ist Mitherausgeberin eines Buches über ihren Großvater Artur.[19]

  - Der Schauspieler Stefan Schnabel (* 2. Februar 1912 in Berlin; † 11. März 1999 in Rogaro/Tremezzo) war ein weiterer Sohn von Artur und Theres Schnabel. Sein Nachlass befindet sich in der Akademie der Künste (Berlin)[20]

###### Die Nachfahren des Rabbi Jacob Steinschneider
Rabbi Jacob Steinschneider (1782–1856), verheiratet mit Hani Zadek-Weizenkorn (1792–1859), findet fast ausschließlich über seinen Sohn Moritz Erwähnung, wobei das, was über ihn zu finden ist, im Wesentlichen bereits in der Jewish Encyclopedia von 1906 stand. Dort heißt es über ihn, er habe seinen Sohn Moritz in Hebräisch unterrichtet, sei ein erfahrener Talmudist gewesen und habe sich auch in weltlicher Wissenschaft ausgekannt. „Das Haus des älteren Steinschneider war Treffpunkt einiger fortschrittlicher Hebraisten, darunter auch sein Schwager, der Arzt und Schriftsteller Gideon Brecher.“ Moritz war jedoch nur eines von sechs Kindern von Jacob und Hani Steinschneider, wenngleich das wohl bekannteste. Der ANU-Stammbaum verzeichnet zudem nur für drei der Kinder weitere Nachfahren.
- Moritz Steinschneider (1816–1907) und seine Frau Auguste, eine geborene Auerbach  (1824–1898), deren gemeinsamer Briefwechsel während ihrer Verlobungszeit von ihrer Urenkelin Marie-Louise Steinschneider mit herausgegeben wurde[22], hatten sechs direkte Nachfahren, darunter:
  - Max Steinschneider (1853–1915). Aus seiner Ehe mit Leopoldine Fischlowitz (* 23. September 1855 in Brüssel; † Anfang 1931 in Berlin) entstammen drei Söhne:
    - Adolf Moritz Steinschneider (1894–1944), in zweiter Ehe verheiratet mit Eva Steinschneider (1899–1968). Deren gemeinsame Tochter
      - Marie-Louise Steinschneider (* 7. Juni 1927; † 17. Mai 2010) ist die Mitherausgeberin der oben erwähnten Briefe von Moritz Steinschneider und seiner späteren Frau Auguste Auerbach.

    - Gustav Steinschneider (1899–1981), Ehemann von Toni Halle (1890–1964)
    - Karl Steinschneider (1900–1979), verheiratet mit Kitty Marx-Steinschneider (1905–2002). Ihr gemeinsamer Sohn war der Biochemiker
      - Assaf Steinschneider (* 1934 in Palästina; † 19. März 2019 in Chicago).

  - Joseph Steinschneider (* 2. Mai 1856 in Berl; † 8. Juli 1918), Chemiker, verheiratet mit Berlin Margarete Martha Pauline Steinschneider, geborene Gericke.[23]
  - Jacques Steinschneider (* 1858; † 17. April 1920), Inhaber einer Firma, die Anfang der 1920er Jahre in finanzielle Schwierigkeiten geriet und in der Folge ihre Berliner Niederlassung aufgab und das Geschäft in Hamburg fortführte.[23] Er war verheiratet mit Lotte Rosenthal. Einer ihrer Söhne, der „Stockbroker“
    - Hans Moritz Karl Steinschneider (1896–1952), reiste nach der Datenbank von Ellis Island am 8. Januar 1939 in die USA ein. In seiner Begleitung befand sich der achtzehnjährige Student Karl E. Steinschneider (1920–2000). Die gesamte Familie wechselte in den USA ihren Nachnamen und nannte sich fortan Stonier. Unter diesem Namen ist auch ein weiterer Sohn von Hans Steinschneider bekannt:
      - Tom Stonier (1927–1999)

  - Julius Steinschneider (* 1. März 1861 in Berlin), von 1891 bis zur Scheidung im Jahr 1898 verheiratet mit Helene Wiener. Der Verlagsbuchhändler gründete 1888 in Berlin ein Bibliographisches Bureau „und flüchtete, nachdem er größere Verluste an der Börse erlitten hatte, 1895 unter Hinterlassung von rund einer Million Mark Schulden. Das Institut war zuletzt in eine AG umgewandelt worden, die Steinschneider mit rund 200.000 Mark privaten Verbindlichkeiten belastete, ferner waren Verwandte, Freunde und Bekannte seine Gläubiger, ‚die er teilweise an den Rand des Ruins gebracht hat‘ („Berliner Gerichts-Zeitung“ vom 6. Juli 1895, S. 2). […] Über seinen weiteren Lebensweg ist nichts bekannt.“[23]
- Carl Gabriel Steinschneider (* 20. August 1824 in Prossnitz), der jüngere Bruder von Moritz Steinschneider, war unter anderem der Vater von
  - Hugo Steinschneider (1855–1915). Aus dessen Ehe mit Caroline Fleischmann (* 1860), die am 21 Jun 1942 im Ghetto Theresienstadt zu Tode kam, stammt
    - Heinrich Steinschneider (* 1885 in Wien; † 1942 in Grenoble), verheiratet mit Marguerite Basch (1894–1961). Die Söhne des Paares, die Zwillinge
      - Pierre Seguy (Otto Robert Steinschneider, * 5. November 1921 in Wien; † 20. Dezember 2004 in Saarbrücken) und
      - Herbert Leo Steinschneider (* 5. November 1921 in Wien; † 9. März 1990 in Arlington), waren im Zweiten Weltkrieg beide Mitglieder der Résistance.[24]